# Hejbuty
Hejbuty [xɛi̯ˈbutɨ] (deutsch Heybutten) ist ein Dorf in der polnischen Woiwodschaft Ermland-Masuren. Es gehört zur Landgemeinde Wydminy (Widminnen) im Powiat Giżycki (Kreis Lötzen).

## Geographische Lage
Hejbuty liegt in der östlichen Mitte der Woiwodschaft Ermland-Masuren, 25 Kilometer südöstlich der Kreisstadt Giżycko (Lötzen).

## Geschichte
Im Jahre 1513 wurde das damals Heybutten genannte kleine Dorf gegründet. Als im Jahre 1874 der Amtsbezirk Neuhoff (polnisch Zelki) errichtet wurde, bezog man das Gutsdorf Heybutten mit ein. Der Amtsbezirk gehörte bis 1945 zum Kreis Lötzen im Regierungsbezirk Gumbinnen (1905 bis 1945: Regierungsbezirk Allenstein) in der preußischen Provinz Ostpreußen. Außerdem wurde Heybutten dem Standesamt Widminnen (polnisch Wydminy) zugeordnet. Im Jahre 1910 zählte das Dorf 95 Einwohner.
Aufgrund der Bestimmungen des Versailler Vertrags stimmte die Bevölkerung im Abstimmungsgebiet Allenstein, zu dem Heybutten gehörte, am 11. Juli 1920 über die weitere staatliche Zugehörigkeit zu Ostpreußen (und damit zu Deutschland) oder den Anschluss an Polen ab. In Heybutten stimmten 60 Einwohner für den Verbleib bei Ostpreußen, auf Polen entfiel keine Stimme.
Am 30. September 1928 gab Heybutten seine Eigenständigkeit auf und wurde in die Landgemeinde Neuhoff (Zelki) eingemeindet. In Kriegsfolge wurde das Dorf 1945 mit dem gesamten südlichen Ostpreußen nach Polen überstellt und erhielt die polnische Namensform „Hejbuty“. Heute ist es Sitz eines Schulzenamtes (polnisch sołectwo) und eine Ortschaft im Verbund der Landgemeinde Wydminy (Widminnen) im Powiat Giżycki (Kreis Lötzen), vor 1998 der Woiwodschaft Suwałki, seitdem der Woiwodschaft Ermland-Masuren zugehörig.

## Religionen
Bis 1945 war Heybutten in die evangelische Kirche Neuhoff in der Kirchenprovinz Ostpreußen der Kirche der Altpreußischen Union und in die Katholische Pfarrkirche St. Bruno Lötzen im Bistum Ermland eingepfarrt.
Heute gehört Hejbuty zur evangelischen Kirchengemeinde in Wydminy, einer Filialgemeinde der Pfarrei Giżycko in der Diözese Masuren der Evangelisch-Augsburgischen Kirche in Polen, bzw. zur katholischen Pfarrkirche Zelki im Bistum Ełk (Lyck) der Römisch-katholischen Kirche in Polen.

## Verkehr
Hejbuty liegt verkehrstechnisch günstig an der Woiwodschaftsstraße DW 656, die die beiden Landkreise Giżycko (Lötzen) und Ełk (Lyck) miteinander verbindet. Eine Bahnanbindung existiert nicht.